# Алгетинская долина
Алгетинская долина (груз. ალგეთის ხეობა) — долина в северной части исторической Квемо-Картли. 

## География
Он граничит с Триалетским хребтом на севере, рекой Кура на востоке, рекой Храми на юге и плато Цинцкаро на западе, а также плато Цалка-Триалети.

## История
Археологические раскопки в Алгетской долине выявили следы населения энеолита-раннего бронзового века (Кикети, Абелия, Парцхиси, Ардисубани, Мухати). На западе от верхней части долины, на плато Бедени, были обнаружены курганы эпохи среднего бронзового века. Найдены памятники позднего бронзового и раннего железного веков, в основном на холмах (Зирбити, Чхикта, Мачиани, Тхонети, Сафудзиреби, Архот и другие), некоторые из которых окружены киклопической стеной.
В середине Алгетинской долины изучен обширный поздне-бронзовый могильник в «Маднисчала». Труднодоступные природные укрепления были древними крепостями - валунами (Бедени, Лакви, Гохнар, Дурнук и другие), которые использовались для жилья в течение долгого времени. Среди памятников более ранней античности особенно следует отметить алгетинское курганные захоронения, памятники того же периода были найдены в Абелии, Манглиси, Ардисубани, Асурети. В Манглиси был найден материал эпохи эллинизма (вещи животных и птиц).
С раннего периода важные торгово-экономические и военно-стратегические дороги, проходящие через долину, сделали Манглиси одним из центров долины. Во времена Вахтанга I Горгасали он стал епископским центром, и с тех пор вся Алгетская  долина получила название "Манглисхеви". Следует упомянуть, что границы Манглисской долины выходили за географические пределы Алгетинской долины и включали большую часть долины Вере (Скитрети).
После арабского вторжения в Картли, Квемо-Картли и Манглисхеви вошли в Тбилисское эмиратство. В конце IX века земли перешли к Багвашам Триалетии и была построена крепость Клдекари. Алгетинская долина была разделена между двумя политическими субъектами. Его верхняя часть была включена в Клдекарское эриставство, в то время как нижняя часть оставалась частью Тбилисского эмирата. Эмират Тбилиси защищался сильной единой системой крепостей Орбети, Биртвиси и Парцхиси, которые сыграли решающую роль в политической жизни Алгетинской долины. Жители Клдекари активно пытались захватить эти крепости. В начале XII века Давид IV Строитель упразднил Клдекарское эриставство и превратил Алгетинскую долину в царское имение. В период расцвета средневековья здесь были летние резиденции царей Грузии: Коджори, Табахмела и Гударехи.
К XV веку, когда в феодальных социальных отношениях Грузии создалась новая ситуация и возникла система княжеств, Алгетинская долина вместе с Квии и Машавери стала частью Сабаратиано. В XVI и XVII веках Сабаратиано был разделен на несколько сатавадо, большая часть которых снова сформировалась в Алгетинской долине (Сагосташабишвило — с центром в Амлив-Тбиси, Сагеранозишвило — с центром в Гударехи и т.д.). В XIX веке Алгетинская долина входила в Борчалинский уезд Тифлисской губернии. В настоящее время верхняя часть Алгетинского долины принадлежит Тетрицкарскому муниципалитету, а нижняя часть — Марнеули.

## Экономика
В Алгетинской долине было развито много отраслей сельского хозяйства. Земледелие всегда занимало ведущее место в низине долины. В позднем феодальном периоде эта область была заброшена и стала пастбищем для кочевых туркменских племен.
В середине долины развивалось виноградарство, выращивались зерновые культуры. Сельское хозяйство и скотоводство были основными в верхней части. Через Алгетинскую долину проходила известная дорога овец. Овцы из Кахетии, идущие на Триалет-Джавахетинские пастбища, проходили мимо крепостей Коджори и Орбети и поднимались на плато Бедени, которое непосредственно примыкало к Триалету, через специальный овечий мост через реку Алгети.